# Catharina (molen)
De Catharina is een ronde stenen beltkorenmolen te Schijndel, aan de Hoofdstraat. Hij werd gebouwd in 1837.
De molen werd gebouwd door een drietal families als beleggingsobject. Ze is tot 1974 in bedrijf geweest. Hoewel de molen in 1978 gerestaureerd werd, werd er nauwelijks mee gewerkt waardoor opnieuw verval intrad. Herstel volgde in 1987 maar ook daarna bleef de molen vrijwel werkloos waardoor het verval opnieuw toesloeg.
In 2011-2012 is de molen uitgebreid gerestaureerd. Sinds 2014 wordt er weer regelmatig op zaterdagen gedraaid met de molen.